# Frank Playfair
Franklin Johan (Frank) Playfair is een Surinaams oud-politicus. Voor de militaire staatsgreep van 25 februari 1980 was hij lid van de Volkspartij (VP) en sinds enkele maanden erna was hij een van de oprichters van de Revolutionaire Volkspartij (RVP). Hij was vanaf 1985 lid van De Nationale Assemblée (DNA) voor het Militaire Gezag, de Nationale Democratische Partij (NDP) en een afsplitsing ervan, de Democratische Partij (DP).

## Biografie

### Revolutionaire Volkspartij
Frank Playfair was sinds ten minste 1974 betrokken bij de Volkspartij (VP) die op 14 september 1975 formeel geproclameerd werd. In de partij woedde sinds de militaire staatsgreep van 25 februari 1980 een interne strijd over de positie ten opzichte van de nieuwe machthebbers. De strijd leidde op 7 mei 1980 tot een splitsing en de oprichting van een nieuwe partij, de Revolutionaire Volkspartij, door Playfair, Arthur ten Berge, Ernie Brunings en Edward en Frank Naarendorp. De RVP steunde vooral de vakbondsvleugel van de militairen die zich aan denkbeelden vasthield uit het marxisme, maoïsme en het Cubaanse communisme. Met revolutionaire in de naam maakte de partij duidelijk de militaire machthebbers te ondersteunen.
In die tijd moest Desi Bouterse echter niets hebben van links activisme, zoals de spontane manifestatie in juli 1980 waarin werd geroepen: "Jan de Koning, Suriname is geen pot met honing!" Dit was tijdens het bezoek van de Nederlandse minister Jan de Koning van Ontwikkelingshulp in een tijd dat Nederland de hoogste ontwikkelingsbedragen naar Suriname overboekte. Bouterse sloeg enkele weken later terug, op 13 augustus 1980, met een voor hem geslaagde paleiscoup waarin de RVP-toppers Playfair, Michael Naardendorp en Ramon Cumberbatch en enkele militaire leiders werden gearresteerd. In een schijnproces werd Playfair veroordeeld tot zes maanden gevangenisstraf waarvan drie maanden voorwaardelijk op grond van een linkse couppoging.
Ook hierna bleef Playfair trouw aan de militaire machthebbers en stond hij in 1982 achter een hard optreden van Roy Horb alsof Surinaamse rijstboeren door de CIA gesteunde contrarevolutionairen zouden zijn geweest. De belangrijkste partijstrategie was toen: "Samenwerken met de militairen, die revolutionairen in uniform zijn."

### Assembléelid voor de NDP
Het militaire regime installeerde op 15 januari 1985 De Nationale Assemblée (DNA). Playfair kwam DNA nog niet meteen binnen, maar nam op 31 januari 1986 de plaats van F. Mahadewsingh over als gedelegeerde voor het Militaire Gezag. Zijn termijn liep af op 13 december 1987.
Playfair deed mee aan de verkiezingen van 1987 die weer democratisch werden georganiseerd. Hij stond op de lijst van de Nationale Democratische Partij (NDP) maar werd niet gekozen. Echter aanvaarde Jules Wijdenbosch geen zetel en bewilligde ook de eerstvolgende Orlando van Amson niet, waardoor de zetel vrijkwam voor Playfair. Hij was de enige NDP-kandidaat uit Paramaribo in DNA, de andere twee kwamen uit Marowijne en Sipaliwini. In 1988 overhandigde hij als fractievoorzitter voor de NDP drie boeken van Wij slaven van Suriname van Anton de Kom als belerend gebaar aan een Nederlandse Kamerdelegatie met daarin Jan Pronk en Ad Melkert.

### Scheuring met de NDP
Na de verkiezingen van 1991 prolongeerde hij op 9 juli 1991 zijn mandaat voor de NDP in DNA als lid en als fractievoorzitter. Hij en fractiegenoot Ernie Brunings, tevens de directeur van het wetenschappelijke instituut van de NDP, waren van mening dat de rol van de militairen in de partij teruggedrongen moest worden. Zij stonden voor een interne partijdemocratie en wilden een grotere aanwezigheid van burgers in de NDP. Ze spraken met afkeuring over de opzichtige aanwezigheid van Bouterse in gevechtstenue tijdens partijbijeenkomsten.
Daartegenover probeerde Bouterse juist de greep op de NDP te versterken, omdat de militairen niet meer als voorheen ongestoord hun zaken konden regelen. Bouterse gaf daarom de opdracht om deze dissident af te zetten als fractievoorzitter ten gunste van Jules Wijdenbosch. Playfair en Brunings lieten het daar niet bij zitten en bleven met een afsplitsing in DNA zitten, tot het eind van de termijn op 9 juli 1996. Zij gingen verder onder de naam Democratische Partij (DP). In maart 1993 loodste de regering-Venetiaan de afschaffing van een politieke rol voor het leger alsnog door DNA. In mei 1993 noemde Playfair Bouterse een landverrader en de legerleiding een "economische belangengroep met wapens die het land ze in bruikleen heeft gegeven."
In 1995 kwam Playfair met een motie voor de regering om de decembercrisis van 1982 te onderzoeken. De woorden waren echter zo gekozen, dat er juist de bedoeling achter leek te schuilen om grondig onderzoek te voorkomen. De NPS, die de tijd voor een dergelijk onderzoek tot dan toe nog niet rijp had gevonden, ging er toen toe over om zelf een concretere motie in te dienen.
Na de verkiezingen van 1996 keerde Playfair niet meer terug in DNA. De Democratische Partij werd opgeheven.

## Citaat
- 1996-2000: "Als hij [Jules Wijdenbosch] naar het gebouw van Financiën kijkt, vliegen de dollars uit het gebouw."[15]